# Leiden
Leiden (régi holland írásmóddal: Leyden, régi magyar nevén: Lejda) város és alapfokú közigazgatási egység, azaz község Hollandia Dél-Holland tartományában.

## Fekvése
16 km-re terül el Hágától, az Oude Rijn mellett. 10 km-nyire fekszik a tengertől, a Doet-, Vliet-, Mare- és Zyl-csatornák találkozásánál.

## Látnivalók
A várost fákkal szegélyezett csatornák számtalan szigetre osztják. Jelentősebb épületei: a városháza, amelyben Leideni Lucasnak az utolsó ítéletet ábrázoló képe látható; a Szt. Péter-templom Boerhave, Camper, Meerman és Luzac síremlékével; a katolikus templom; az arzenál; a Pongrác- (Hoogland-) templom Werff polgármester síremlékével; illetve az erős falakkal körülvett régi vár.

## Egyeteme
A Leideni Egyetemet 1575-ben alapították, hogy a lakosokat az előbbi évben szenvedett ostromért kárpótolják. Egyike volt Európa leghíresebb egyetemeinek, amelyen Scaliger, Grotius stb. tanítottak és amelynek 2000 hallgatója is volt, magyar tanulók is kezdettől fogva nagy számmal keresték fel. Itt tanult többek között Kovásznai Péter, Borosnyai Lukács János, Zágoni Bodola János, Csernátoni Varga Péter és Martonfalvi Tóth György is. 1893-ban öt fakultásán 61 docens működött, a hallgatók száma 900 volt. Az egyetemhez ekkor számos különböző laboratórium, csillagvizsgáló, a klinikán kívül anatómiai kabinet, botanikus kert, és gazdag könyvtár tartozott, 400 000 kötettel és 14 000 kézirattal, köztük számos ritkasággal.
Különböző egyéb kulturális intézményei között jelentékenyek még: a tudományos, az irodalmi társaság, az etnográfiai múzeum ritka kelet-ázsiai tárgyakkal, többek közt Siebold japáni gyűjteményével; a természetrajzi múzeum gazdag madárgyűjteménnyel, a régiségtár és a képtár.

## Története
Leiden a rómaiak idejében Lugdunum Batavorum, a középkorban a Leithis nevet viselte. A 16. században virágzó város volt. Később a spanyolok 1573-ban és 1574-ben hosszú ostrom alá vették, és az éhínségtől mintegy 6000 ember halt meg, a város lehanyatlott. 1635-ben pedig a pestis ölte meg sok lakóját. 1807. január 12-én egy puskaporos hajó felrobbanása miatt a város egy része, többek közt a híres Elzevir-ház is elpusztult.
Leiden szülővárosa Leideni Lukácsnak, Downak, Leideni Jánosnak, a híres anabaptistának, Heinsiusnak, Campernek és Dozynek. Rembrandt is a szomszédságában született. Egyetemére is járt, aminek alapítása tricentenáriumára, 1875-ben nagy ünnepélyt rendeztek, amelyen az egész tudományos világ képviseltette magát. 1892-ben 45 958 lakosa volt.

## Háztartások száma
Leiden háztartásainak száma az elmúlt években az alábbi módon változott:
| Háztartások száma | 61 524 | 62 089 | 63 022 | 64 280 | 65 108 | 66 010 |
|                   | 2010   | 2011   | 2012   | 2013   | 2014   | 2015   |

## Közlekedés

### Közúti
A város az A4-es és az A44-es autópályán érhető el.

## Híres emberek

### Itt születtek
- Cornelis Engebrechtsz (1468–1533) festő
- Lucas van Leyden (1494–1533) festő, grafikus
- Leideni János (1509–1536), anabaptista vezető
- Jan van Goyen (1596–1656) festő, grafikus
- Rembrandt (1606–1669) festő
- Jan Lievens (1607–1674) festő, grafikus
- Gerrit Dou (1613–1675) festő
- Jan Steen (1626–1679) festő
- Ifj. Willem van de Velde (1633–1707) tájképfestő
- Reinhart Dozy (1820–1883), orientalista
- Armin van Buuren (1976) trance zenei producer és lemezlovas
- Chantal de Ridder (1989) válogatott női labdarúgó

### Aktivitásuk vagy haláluk kapcsolódott a városhoz

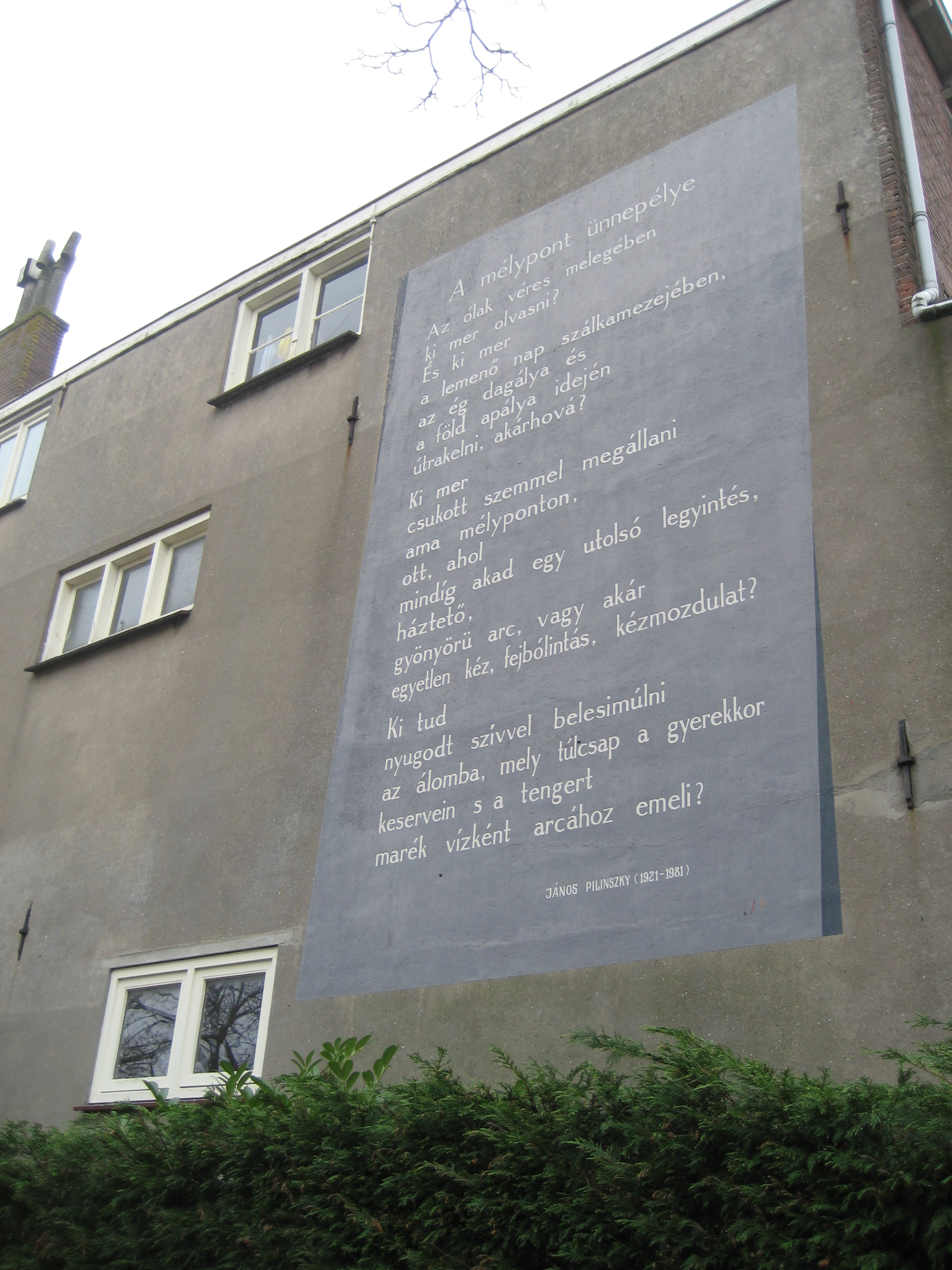
Egy leideni magyar emlékhely: Pilinszky János: A mélypont ünnepélye című verse a Rijnsburgerweg 146. számú ház falán

- Heike Kamerlingh Onnes (1853–1926) Nobel-díjas fizikus
- Hendrik Antoon Lorentz (1853-1928) Nobel-díjas fizikus

## Testvérvárosok
- Oxford (Egyesült Királyság) 1946 óta
- Krefeld (Németország) 1974 óta
- Toruń (Lengyelország) 1988 óta
- Juigalpa (Nicaragua) 1988 óta
- Buffalo City (Dél-afrikai Köztársaság) 1996 óta